# 20 mars
20 mars är den 79:e dagen på året i den gregorianska kalendern (80:e under skottår). Det återstår 286 dagar av året.

## Återkommande bemärkelsedagar

### Nationaldagar
- Tunisiens nationaldag (till minne av självständigheten från Frankrike 1956)

### Övriga
- Den årliga globala lyckodagen.[1]

## Dagens namn

### I den svenska almanackan
- Nuvarande – Joakim och Kim
- Föregående i bokstavsordning
  - Joakim – Namnet infördes, till minne av Jungfru Marias far, på dagens datum, 1693,  och har funnits där sedan dess.
  - Jockum – Namnet infördes på dagens datum 1986, men utgick 1993.
  - Kim – Namnet infördes på dagens datum 1986 och har funnits där sedan dess.
- Föregående i kronologisk ordning
  - Före 1693 – ?
  - 1693–1900 – Joakim
  - 1901–1985 – Joakim
  - 1986–1992 – Joakim, Jockum och Kim
  - 1993–2000 – Joakim och Kim
  - Från 2001 – Joakim och Kim
- Källor
  - Brylla, Eva (red.): Namnlängdsboken, Norstedts ordbok, Stockholm, 2000. ISBN 91-7227-204-X
  - af Klintberg, Bengt: Namnen i almanackan, Norstedts ordbok, Stockholm, 2001. ISBN 91-7227-292-9

### Finlandssvenska almanackan
- Nuvarande från 2020[2] – Kim, Joakim
- I föregående revideringar[a][3]
  - 1929–1972 – Joakim
  - 1973–2019 – Joakim, Kim

## Händelser
- 1413
  - Fiskeläget Sønder Sæby på Skånes västkust tilldelas stadsprivilegier av unionskungen Erik av Pommern. Den nya staden får namnet Landskrona och är tänkt att bli en uppehållsort för engelska och nederländska köpmän.
  - Vid Henrik IV:s död efterträds han som kung av England och herre över Irland av sin son Henrik V.
- 1600 – De fyra svenska rådsherrar, som den 17 mars har dömts till döden av riksföreståndaren hertig Karl (IX) och vars dödsdomar inte har återkallats den 18 mars, avrättas under den pågående riksdagen i Linköping och händelsen går till historien som Linköpings blodbad. Sedan kung Sigismund har förlorat det svenska inbördeskriget mot sin farbror Karl har han tvingats att till honom utlämna ett antal rådsherrar, som har stött honom. De som avrättas är rikskanslern Erik Larsson Sparre, Ture Nilsson Bielke, Gustav och Sten Axelsson Banér samt hövitsmannen i Finland Bengt Falk. Från början har det funnits 14 anklagade, av vilka tio har dömts för förräderi. Dock har endast åtta dömts till döden, men fyra av dessa (Claes Bielke, Jöran Knutsson Posse, Krister Klasson Horn och Erik Abrahamsson (Leijonhufvud)) blir benådade. De fyra återstående vägrar erkänna att de har begått något fel, då de har stött sin laglige konung (Sigismund). Den siste av de avrättade (Bengt Falk) har också stött Sigismund och har dessutom blivit katolik.
- 1602 – De nederländska generalstaterna antar en resolution, genom vilken Nederländska Ostindiska Kompaniet grundas. Kompaniet får monopol på all nederländsk handel öster om Godahoppsudden och väster om Magellans sund och eftersom Nederländerna under 1600-talet blir världens starkaste sjömakt blir handeln betydande.
- 1847 – Kungariket Sverige-Norge sluter en freds-, vänskaps- och handelstraktat med Kina, vilket blir det första handelsfördraget mellan de båda länderna. Det utgör grunden för det svensk-norska konsulatsväsendet i Kina och bekräftas genom ett nytt fördrag 1908 (då dock endast för Sveriges och Kinas del, eftersom den svensk norska unionen tre år tidigare har blivit upplöst).
- 1852 – Den amerikanska författaren och slaverimotståndaren Harriet Beecher Stowe publicerar romanen Onkel Toms stuga eller Livet bland negrerna i Nordamerikas slavstater. Den skildrar livet bland de amerikanska sydstatsslavarna och blir en bidragande orsak till att slaveriet avskaffas 1863.
- 1854 – Det republikanska partiet i USA bildas formellt med det första partimötet som hålls i Ripon i Wisconsin.
- 1916 – Den schweiziske fysikern Albert Einstein publicerar den allmänna relativitetsteorin, tio år efter att han har publicerat den speciella. Skillnaden mellan dem är att den speciella handlar om ljusets rörelse i vakuum, medan den allmänna handlar om ljusets beteende i luft.
- 1956 – Det franska protektoratet Tunisien blir självständigt och bildar ett eget kungarike. Redan året därpå avskaffas dock kungamakten och landet blir istället republik, med självständighetskämpen Habib Bourguiba som president.[4]
- 1969 – Den brittiske musikern och Beatlesmedlemmen John Lennon och japansk-amerikanska konstnären och artisten Yoko Ono gifter sig i Gibraltar.
- 1976 – Amerikanska miljonärsdottern Patricia Hearst, som 1974 blev kidnappad av Symbiotiska befrielsearmén, men så småningom blev medlem av organisationen, döms till 35 års fängelse för bankrån, sedan hon och flera andra medlemmar av armén har blivit infångade året före. Så småningom reduceras straffet till 7 års fängelse och hon blir frigiven 1979.
- 1995 – Domedagssekten Aum Shinrikyo utför en terroristattack i den japanska huvudstaden Tokyos tunnelbana, där de släpper ut nervgasen sarin, vilken dödar 12 och skadar 1 034 personer under morgonrusningen.
- 2003 – USA och dess allierade inleder ett krig mot Irak, genom att man börjar bomba mål i landet, då Irak har vägrat låta FN:s vapeninspektorer leta efter de massförstörelsevapen, som USA hävdar ska finnas där. Efter tre veckor är den irakiska huvudstaden Bagdad intagen och den irakiske diktatorn Saddam Husseins regim störtad.

## Födda
- 1634 – Balthasar Bekker, nederländsk reformert teolog
- 1639 – Ivan Mazepa, zaporizjakosackisk hetman, allierad med Karl XII under stora nordiska kriget
- 1641 – Fabian Wrede, svensk greve, ämbetsman och statsman
- 1741 – Jean-Antoine Houdon, fransk skulptör
- 1759 – Francis Malbone, amerikansk politiker, senator för Rhode Island 1809
- 1770 – Friedrich Hölderlin, tysk författare och översättare
- 1780 – Thomas Metcalfe, amerikansk politiker, guvernör i Kentucky 1828–1832, senator för samma delstat 1848–1849
- 1790 – Lars Herman Gyllenhaal, svensk friherre, ämbetsman och politiker, Sveriges justitiestatsminister 1843–1844
- 1799 – Karl August Nicander, svensk författare och lyriker
- 1804 – Haqvin Selander, svensk astronom och riksdagsman
- 1811 – Napoleon II, titulärkejsare av Frankrike 22 juni–7 juli 1815, son till Napoleon I
- 1827 – Alfred Assolant, fransk författare
- 1828 – Henrik Ibsen, norsk dramatiker och författare
- 1851 – Fridtjuv Berg, svensk skolman och politiker, Sveriges ecklesiastikminister 1905–1906 och 1911–1914
- 1861 – Sigrid Arnoldson, svensk operasångare
- 1882 – René Coty, fransk politiker, Frankrikes president 1954–1959
- 1884 – Hally Jolivette Sax, amerikansk botaniker
- 1888 – Coke R. Stevenson, amerikansk demokratisk politiker, guvernör i Texas 1941–1947
- 1890 – Beniamino Gigli, italiensk operasångare (tenor)
- 1902 – Brita af Geijerstam, svensk författare, poet, översättare (främst känd för sina översättningar av Nalle Puh-böckerna) och danspedagog
- 1907 – Ellis Arnall, amerikansk demokratisk politiker, guvernör i Georgia 1943–1947
- 1908 – Michael Redgrave, brittisk skådespelare
- 1910 – Greta Bjerke, svensk sångare och skådespelare
- 1911 – Alfonso García Robles, mexikansk politiker och diplomat, mottagare av Nobels fredspris 1982
- 1915
  - Gunnar Helander, svensk missionär och domprost i Västerås
  - Rudolf Kirchschläger, österrikisk politiker, förbundspresident 1974–1986
- 1917 – Vera Lynn, brittisk sångare
- 1920 – Lennart Landheim, svensk filmproducent och inspicient
- 1938 – Bosse Parnevik, svensk imitatör och komiker
- 1939 – Brian Mulroney, kanadensisk konservativ politiker, Kanadas premiärminister 1984–1993
- 1943 – Kim Anderzon, svensk skådespelare
- 1944 – Erwin Neher, tysk biolog, mottagare av Nobelpriset i fysiologi eller medicin 1991
- 1945
  - Stig Fredrikson, svensk journalist och utrikeskorrespondent
  - Tim Yeo, brittisk konservativ parlamentsledamot 1983–2015
- 1948 – Bobby Orr, kanadensisk ishockeyspelare
- 1950
  - William Hurt, amerikansk skådespelare
  - Carl Palmer, brittisk musik, trumslagare i gruppen Emerson, Lake & Palmer
- 1952
  - Birgitta Svendén, svensk operasångare (alt/mezzosopran)
  - Michael Wills, brittisk parlamentsledamot för Labour 1997–2010
- 1957
  - Spike Lee, amerikansk regissör
  - Joakim Thåström, svensk punk- och rocksångare, gitarrist i grupperna Ebba Grön och Imperiet
  - Eva Dozzi, svensk författare och hallåa
- 1958 – Holly Hunter, amerikansk skådespelare
- 1961 – James McDonnell, amerikansk trumslagare, medlem i gruppen Stray Cats med artistnamnet Slim Jim Phantom
- 1962 – Stephen Sommers, amerikansk regissör, manusförfattare och filmproducent
- 1963 – David Thewlis, brittisk skådespelare
- 1967 – Jonas Thern, svensk fotbollsspelare och -tränare, VM-brons och kopia av Svenska Dagbladets guldmedalj 1994
- 1968 – Liza Snyder, amerikansk skådespelare
- 1969 – Yvette Cooper, brittisk parlamentsledamot för Labour 1997–, Storbritanniens inrikesminister 2024–
- 1972 – Pedro Lamy, portugisisk racerförare
- 1974 – Katarina Sandström, svensk journalist och nyhetsankare
- 1976 – Chester Bennington, amerikansk musiker, sångare i gruppen Linkin Park
- 1979 – Bianca Lawson, amerikansk skådespelare
- 1982
  - Alette Sijbring, nederländsk vattenpolospelare
  - Nick Wheeler, amerikansk musiker, gitarrist i gruppen The All-American Rejects
- 1983 – Jenni Vartiainen, finländsk sångare
- 1984 – Fernando Torres, spansk fotbollsspelare
- 1985 – Stefan Batan, svensk fotbollsspelare
- 1986 – Ruby Rose, australisk modell och skådespelare
- 1991 – Marianne Ahlborg, svensk proffsboxare

## Avlidna
- 1408 – Henrik Karlsson, svensk kyrkoman, ärkebiskop i Uppsala stift sedan 1383
- 1413 – Henrik IV, 45, kung av England och herre över Irland sedan 1399
- 1600
  - Avrättade i Linköpings blodbad:
    - Erik Larsson Sparre, 49, svenskt riksråd, Sveriges rikskansler sedan 1593
    - Ture Nilsson Bielke, 51, svenskt riksråd
    - Gustav Banér, 52, svensk hovmarskalk och riksråd
    - Sten Axelsson Banér, 53, svenskt riksråd
    - Bengt Falk, omkring 60, svensk hövitsman i Finland
- 1619 – Mattias, 62, ståthållare i Nederländerna 1578–1581, tysk-romersk kejsare sedan 1612
- 1727 – Isaac Newton, 84, engelsk naturvetare, matematiker och teolog
- 1728 – Camille d'Hostun de la Baume, 76, fransk fältherre och marskalk
- 1746 – Nicolas de Largillierre, 89, fransk konstnär
- 1816 – Maria I av Portugal, 81, regerande drottning av Portugal 1777–1816
- 1853 – Robert James Graves, 55, irländsk läkare
- 1894 – Lajos Kossuth, 91, ungersk advokat och politiker
- 1898 – Karl August Tavaststjerna, 37, finländsk författare
- 1918 – Pehr von Ehrenheim, 94, svensk politiker och statsman, talman i första kammaren 1891–1895, ledamot av Svenska Akademien sedan 1897
- 1920 – Kazimierz Chłędowski, 77, polsk-österrikisk kulturhistoriker och författare
- 1923 – Józef Bilczewski, 62, polsk romersk-katolsk präst, professor och helgon, ärkebiskop av Lwow sedan 1900
- 1924 – Fernand Cormon, 78, fransk konstnär
- 1926 – Louise, 74, svensk prinsessa, Danmarks drottning 1906–1912 (gift med Fredrik VIII)
- 1929 – Ferdinand Foch, 77, fransk militär och marskalk
- 1931 – Hermann Müller, 54, tysk journalist och socialdemokratisk politiker, Tysklands utrikesminister 1919–1920 samt rikskansler 1920 och 1928–1930
- 1934 – Emma av Waldeck-Pyrmont, 75, Nederländernas drottning 1879–1890 (gift med Vilhelm III), förmyndarregent åt sin dotter Vilhelmina 1890–1898
- 1937 – Harry Vardon, 66, brittisk golfspelare
- 1943 – Frank Orren Lowden, 82, amerikansk republikansk politiker, guvernör i Illinois 1917–1921
- 1947 – Sigurd Wallén, 62, svensk skådespelare, sångare, manusförfattare och regissör
- 1951 – Thomas G. Burch, 81, amerikansk demokratisk politiker, senator för Virginia 1946
- 1956 – Wilhelm Miklas, 83, österrikisk politiker, förbundspresident 1928–1938
- 1976 – Wilhelm Marschall, 89, tysk sjömilitär, generalamiral 1943
- 1988 – Samuel W. Reynolds, 97, amerikansk republikansk politiker, senator för Nebraska 1954
- 1991 – Conor Clapton, 4, brittisk pojke, son till Eric Clapton och Lory Del Santo
- 1993 – Polykarp Kusch, 82, tysk-amerikansk fysiker, mottagare av Nobelpriset i fysik 1955
- 1997 – Britt G. Hallqvist, 83, svensk poet, filosofie magister, översättare och teologie hedersdoktor samt psalmförfattare
- 1998 – Beverley Cross, 66, brittisk pjäs- och manusförfattare
- 2004 – Juliana, 94, regerande drottning av Nederländerna 1948–1980
- 2007 – Taha Yassin Ramadan, 69, irakisk politiker, Iraks vicepresident 1991–2003 (avrättad)
- 2010 – Stewart Udall, 90, amerikansk demokratisk politiker, USA:s inrikesminister 1961–1969
- 2011 – Göran Elwin, 71, svensk journalist, programledare och producent
- 2013
  - Stefano Simoncelli, 66, italiensk fäktare
  - Zillur Rahman, 84, bangladeshisk politiker, Bangladeshs president sedan 2009
- 2014 – Hilderaldo Luiz Bellini, 83, brasiliansk fotbollsspelare
- 2015
  - Malcolm Fraser, 84, australisk politiker, premiärminister 1975–1983
  - Robert Kastenmeier, 91, amerikansk demokratisk politiker, ledamot av USA:s representanthus 1959–1991
  - A.J. Pero, 55, amerikansk hårdrockstrummis i Twisted Sister
  - Gregory Walcott, 87, amerikansk skådespelare
- 2016 – Anker Jørgensen, 93, dansk socialdemokratisk politiker, Danmarks statsminister 1972–1973 och 1975–1982
- 2017 – Jan Hemmel, 83, svensk tv-regissör och -producent
- 2018
  - Ann-Charlotte Alverfors, 71, svensk författare
  - Peter G. Peterson, 91, amerikansk republikansk politiker och företagsledare, USA:s handelsminister 1972–1973
- 2020 – Kenny Rogers, 81, amerikansk countryartist
- 2024 – Sten Elfström, 81, svensk skådespelare
- 2025
  - Eddie Jordan, 76, irländsk affärsman och f.d. stallchef i Formel 1
  - Hunter Myers, 27, amerikansk travkusk och travtränare